# Glinka (Beskid Żywiecki)
Glinka (928 m) – szczyt w Grupie Pilska w Beskid Żywiecko-Orawskim, znajdujący się w zachodnim, długim grzbiecie Krawcowego Wierchu. Grzbiet ten poprzez Glinkę, Kubiesówkę i Kotelnicę opada do wideł Bystrej i potoku Glinka w Ujsołach.
Nazwę szczytu Glinka podawał już Andrzej Komoniecki (1658–1728). Na mapach austriackich i późniejszych polskich szczyt jest bez nazwy. W wywiadzie terenowym przeprowadzonym przez Aleksego Siemionowa mieszkańcy wsi Glinka nie znali nazwy tego szczytu, tylko jeden z nich podał nazwę Długi Groń. Jednakże Długi Groń to inny szczyt, położony 2 km na północ od szczytu Glinka.
Glinka (Długi Groń) znajduje się w granicach wsi Ujsoły w województwie śląskim, w powiecie żywieckim, w gminie Ujsoły. To tylko mało wybitne wzniesienie. W północno-zachodnim kierunku opada z niego do doliny Bystrej grzbiet, na którym znajduje się należące do miejscowości Złatna osiedle Kotrysia Polana. Grzbiet ten oddziela dolinę potoku Straceniec od doliny Potoku Z Głębokiego. W południowy stok Glinki wcina się dolina Szymanowskiego Potoku. Wierzchołek Glinki jest bezleśny, trawiasty. Po jego południowo-wschodniej stronie znajduje się zarastająca polana Pogwarówka. Dawniej polany ciągnęły się również grzbietem do Krawcowego Wierchu. Szlak turystyczny omija szczyt Glinki. W odległości około 200 m od niego jest prywatne schronisko „Kubiesówka”.
Na trawiastych terenach Glinki rośnie m.in. rzadki w Polsce i chroniony prawnie dzwonek piłkowany.

## Szlak turystyczny
Glinka – Kubiesówka – Pogwarówka – bacówka PTTK na Krawcowym Wierchu